# Абаете (Минас Жерайс)
Абаетѐ е град – община в бразилския щат Минас Жерайс. По данни на преброяването проведено от IBGE през 2010 г., населението възлиза на 22 700 жители.
Намира се близо до язовира Трес Мариас.

## История
Името Абаетѐ произхожда от езика на индианците тупи и означава, силен, смел човек, и същевременно е името, с което са известни местните хора от голямото племе тупи, живели в долината на Сао Франсиско, в днешния регион Централно-западен Минас. Тук с времето се образува град Носа Сеньора дас Дорис до Мармелада.
Произходът на Абаете е свързано с наличието на диаманти в региона, което привлича много заселници в търсене на сезмарии (т.е. отдаването на земи от португалското правителство на заселници с цел поощряване на земеделието и животновъдството). Появата на първото споразумение за земя датира от 1738 г., собственост на Жозе ди Фария Перейра. След това се издават други сезмарии, с което се заселват много хора в региона. През 1845 г. издигат параклис, посветен на Дева Мария от дарения на група заможни вярващи.
Около параклиса се образува селище наречено „Мармелада“ (Marmelada). Търговска дейност в региона бива окуражена от действията на тропейросите (каубои). През 1847 г. селото става окръг, с името Ариал Ново да Мармелада. През 1864 г. е създадена фрегесия Носа Сеньора до Патросинио до Мармелада. През 1870 г. придобива статут на градче (vila) – вече с името Дорис до Мармелада. Едва през 1877 г., става град Абаете.
През 1876 г. португалският император Аугусто Лус, докарва в Абаете голям брой роби на работа в минния сектор за извличане на диаманти, генерирайки печалби за Португалската империя.

## Администрация
- Префект (кмет): Клаудио ди Соуза Валадарис – PSDB (2005/2008)(2009/2012)
- Вицепрефект: Карлос Амадор (2005/2008) (2009/2012)

## Икономика
Градът разчита на икономически дейности свързани с млекопроизводство и млечни продукти, говеждо месо, плодове, хладилна техника, текстил и неметални продукти.
В последните години населението нараства значително, благодарение на местния Карнавал, който привлича голям брой туристи от всички части на Бразилия.